# Plac Zwycięstwa w Mińsku
Plac Zwycięstwa (biał. Пло́шча Перамо́гі, ros. Пло́щадь Побе́ды) – plac w centrum Mińska, znajdujący się przy skrzyżowaniu Alei Niepodległości i Zacharau. Plac jest położony w historycznym centrum Mińska w pobliżu Domu-muzeum I zjazdu SDPRR, głównej siedziby Państwowej Telewizji i Radia oraz Urzędu Stanu Cywilnego. Od placu Zwycięstwa aż do rzeki Świsłocz i wejścia do Parku Gorkiego rozciąga się Park Zielony. Plac Zwycięstwa jest kluczowym punktem orientacyjnym Mińska.
Plac jest obsługiwany przez stację metra plac Zwycięstwa i tramwaje linii: 1, 3, 4, 6, 8, 10 i 11.